# CILANE
La CILANE (en francés: Commission d'information et de liaison des associations nobles d'Europe) es la organización suprema que coordina los asuntos culturales y sociales referentes a la nobleza europea en la actualidad.

## Funcionamiento
Fue fundada en abril de 1959 y tiene su sede en París. La labor de la federación es dirigida por un coordinador, que es electo cada tres años. Él es quien prepara las reuniones de primavera y otoño del CILANE, así como hace cumplir las decisiones tomadas en ellas. Las reuniones de primavera son organizadas en París, y los encuentros de otoño se llevan a cabo rotativamente en los países miembros.
Por orden alfabético estos son los miembros de la organización: Alemania, Bélgica, Dinamarca, Finlandia, Francia, Holanda, Hungría, Italia, Portugal, Reino Unido, Rusia, Suecia, Suiza y la Santa Sede o Vaticano.
Debido a la posición de la Diputación Permanente y Consejo de la Grandeza y Títulos del Reino de solamente reconocer títulos extranjeros en cuanto tal si «...la sucesión en estos títulos solo deben reflejarse cuando se han poseído por personas a quienes han reconocido la sucesión reyes efectivamente reinantes, pero no pretendientes ni titulares en el exilio de reinos desaparecidos», particularmente en «...el caso de títulos del extinto Reino de las Dos Sicilias, tal reino ya no existe y los pretendientes a él no son monarcas efectivamente reinantes», y a las consecuentes divisiones internas en su seno, España no cuenta con representación oficial en la organización coordinadora de la nobleza europea CILANE.
Muchos de los países representados en CILANE son repúblicas que han abolido la nobleza, por lo que los miembros de sus asociaciones llamadas nobiliarias pueden ser descendientes de nobles, pero no nobles hoy en día.